# A Society of People Named Elihu
A Society of People Named Elihu è il secondo album di studio del gruppo indie rock statunitense Atom and His Package, pubblicato nell'ottobre 1997 da Mountain Records.
Nel marzo 1999 fu pubblicato anche in LP dall'etichetta tedesca X-Mist Records.

## Tracce
1. Punk Rock Academy - 3:12
2. Happy Birthday Ralph - 2:22
3. Goalie - 2:15
4. 80's Bastard - 1;38
5. People in This Computer Lab Should Shut the Hell Up - 0:45
6. Waiting Room (Fugazi) - 2:05
7. Jenny S. - 2:14
8. Philadelphia - 2:28
9. Meatball - 1:59
10. Happy Birthday General - 1:38
11. Sting Cannot Possibly Be the Same Guy Who Was in the Police - 0:49
12. Me and My Black Metal Friends - 2:35
13. 180 lbs. - 1:51
14. Break Down the Walls (Youth of Today) - 1:34
15. You Took Me By Surprise (Andrew Dick) - 2:20
16. Reset the Crotchelator - 2:21
17. Connor, Welcome - 1:51
18. No Head - 2:21
19. Pat and Atom Are Friends - 1:33
20. No Way DNA - 1:32

## Formazione
- Adam Goren - voce, sintetizzatore